# Коффін (Іллінойс)
Коффін (англ. Coffeen) — місто (англ. city) в США, в окрузі Монтгомері штату Іллінойс. Населення — 647 осіб (2020).

## Географія
Коффін розташований за координатами 39°5′18″ пн. ш. 89°23′23″ зх. д. / 39.08833° пн. ш. 89.38972° зх. д. (39.088249, -89.389771).  За даними Бюро перепису населення США в 2010 році місто мало площу 3,09 км², уся площа — суходіл.

## Демографія
Згідно з переписом 2010 року, у місті мешкало 685 осіб у 284 домогосподарствах у складі 196 родин. Густота населення становила 222 особи/км².  Було 315 помешкань (102/км²).
Расовий склад населення:
| - 99,3 % — білих |

До двох чи більше рас належало 0,7 %. Частка іспаномовних становила 0,3 % від усіх жителів.
За віковим діапазоном населення розподілялося таким чином: 24,4 % — особи молодші 18 років, 58,7 % — особи у віці 18—64 років, 16,9 % — особи у віці 65 років та старші. Медіана віку мешканця становила 39,8 року. На 100 осіб жіночої статі у місті припадало 96,3 чоловіків;  на 100 жінок у віці від 18 років та старших — 90,4 чоловіків також старших 18 років.
Середній дохід на одне домашнє господарство  становив 44 253 долари США (медіана — 35 833), а середній дохід на одну сім'ю — 48 130 доларів (медіана — 41 250). Медіана доходів становила 48 000 доларів для чоловіків та 26 250 доларів для жінок. За межею бідності перебувало 19,8 % осіб, у тому числі 34,0 % дітей у віці до 18 років та 9,2 % осіб у віці 65 років та старших.
Цивільне працевлаштоване населення становило 148 осіб. Основні галузі зайнятості: освіта, охорона здоров'я та соціальна допомога — 27,0 %, роздрібна торгівля — 16,9 %, публічна адміністрація — 10,1 %, виробництво — 8,1 %.